# Nasir as-Sauhi
Nasir as-Sauhi, Naser Al-Sohi (ur. 24 sierpnia 1974) – piłkarz z Kuwejtu, grający na pozycji napastnika lub pomocnika, reprezentant kraju.

## Kariera piłkarska

### Kariera klubowa
Karierę piłkarską rozpoczął w jednym z miejscowych klubów piłkarskich z Kuwejtu. W kwietniu 1995 skauci Dynama Kijów wracali z Mistrzostw świata U-20 w Katarze. Po drodze powrotnej zajechali do Walerego Łobanowskiego, który pracował wtedy w Kuwejcie. On polecił im młodego Kuwejtczyka. W czerwcu 1995 piłkarz został zaproszony do Dynama Kijów, by 15 czerwca 1995 zadebiutować w Wyższej lidze Ukrainy w meczu z SK Mikołajów (4:0). Kijowski klub zaproponował podpisać kontrakt, ale poprzedni klub zgadzał się tylko na półroczne wypożyczenie za 500 tys. dolarów. Dynamo nie zgodziło się na warunki arabskiego klubu i piłkarz powrócił do Kuwejtu. W latach 1992–2005 występował w pierwszoligowym Al-Tadamon.

### Kariera reprezentacyjna
24 października 2000 debiutował w reprezentacji Kuwejtu w przegranym 2:3 spotkaniu ćwierćfinałowym z Arabią Saudyjską Pucharu Azji w Libanie 2000. Łącznie rozegrał 5 meczów i strzelił 1 gola.